# Alfred Kanini
Alfred Mihal Kanini (ur. 10 czerwca 1943 w Tiranie, zm. 13 listopada 2011 w Largo) – albański dziennikarz.

## Życiorys
W 1967 roku ukończył studia na Państwowym Uniwersytecie Tirany, następnie rozpoczął pracę dziennikarza w Radio Televizioni Shqiptar. W latach 1971–1975 pracował dla czasopisma Zëri i rinisë, następnie był pracownikiem fizycznym.
Po powrocie do Radio Televizioni Shqiptar pełnił funkcję redaktora, następnie dyrektora działu kultury, którego był dyrektorem w od 1992 do 1998 roku. Jednocześnie publikował swoje utwory literackie w czasopismach m.in. Drita, Ylli, Bashkimi, Mësuesi i Zëri i rinisë. Wyemigrował do Stanów Zjednoczonych.

## Wybrana twórczość[1][2]
- Mbi një platformë betoni (1971)
- Shirat e vjeshtës (1972)
- Vozabërësi dhe vajza e vrarë (1975)
- Mëngjeset e bregut të liqenit (1978)
- Ngarkesa e largët (1979)
- Pas mjegullës (1980)
- Njeriu që dua (1983)

## Życie prywatne
Miał troje dzieci z dwóch związków.